# Celama internelloides
Celama internelloides är en fjärilsart som beskrevs av Van Eecke. Celama internelloides ingår i släktet Celama och familjen trågspinnare. Inga underarter finns listade i Catalogue of Life.